# Małgorzata Ochęduszko-Ludwik
Małgorzata Agata Ochęduszko-Ludwik (ur. 13 stycznia 1959 w Czeladzi) – polska samorządowiec, polityk i urzędniczka. W latach 1994–1998 wiceprezydent Będzina, w latach 1999–2002 wicestarosta będzińska, w latach 2017–2018 członek zarządu województwa śląskiego V kadencji.

## Życiorys
Ukończyła studia na Wydziale Filologicznym Uniwersytetu Śląskiego w Katowicach. Kształciła się podyplomowo w zakresie zarządzania potencjałem społecznym i doradztwa personalnego w Wyższej Szkole Handlu i Finansów Międzynarodowych w Warszawie oraz zarządzania przedsiębiorstwem i projektami europejskimi na Akademii Ekonomicznej w Katowicach, działała także jako nauczycielka akademicka. Zawodowo pracowała jako urzędniczka samorządowa, zajmowała stanowiska kierownik Urzędu Stanu Cywilnego w Siewierzu, naczelnik Wydziału Polityki Społecznej Urzędu Miejskiego w Sosnowcu oraz naczelnik Wydziałów Zdrowia i Polityki Społecznej oraz Edukacji i Polityki Społecznej w Urzędzie Miejskim w Czeladzi. Została pełnomocnikiem wojewody śląskiego ds. równości płci i uzależnień (2003–2006), w ramach tego stanowiska była inicjatorką ogólnopolskiej akcji „Tolerancyjny dla świata” (po raz pierwszy zorganizowanej w 2003). Była też m.in. przewodniczącą rady nadzorczej aquaparku w Dąbrowie Górniczej.
Zaangażowała się w działalność polityczną w ramach Socjaldemokracji Rzeczypospolitej Polskiej i następnie Sojuszu Lewicy Demokratycznej. W kadencji 1994–1998 zasiadała w radzie miejskiej Będzina, w tym okresie pełniła funkcję wiceprezydent tego miasta. W 1998 została wybrana do rady powiatu będzińskiego, po czym w latach 1999–2002 sprawowała funkcję zastępcy starosty. W 2002 po raz pierwszy wybrana radną sejmiku śląskiego (w 2006 nie uzyskała reelekcji). Powróciła do sejmiku w 2010, obejmując funkcję szefowej klubu radnych. Kandydowała bez powodzenia w 2014, jednak mandat objęła w 2017 w miejsce Kazimierza Karolczaka. 16 października 2017 została członkiem zarządu województwa śląskiego, także zastępując Karolczaka. Objęła odpowiedzialność za Europejski Fundusz Społeczny, rynek pracy, politykę społeczną, edukację i naukę, inwestycje oraz współpracę międzynarodową. Zakończyła pełnienie funkcji 21 listopada 2018, w tym samym roku nie kandydowała ponownie do sejmiku. Startowała także w wyborach parlamentarnych w 2005 (z ramienia SLD) i 2019 (z listy Koalicji Obywatelskiej).